# 高畑尚之
高畑 尚之（たかはた なおゆき、1946年9月 - ）は、日本の集団遺伝学者。総合研究大学院大学名誉教授。

## 経歴
1946年に名古屋市で生まれる。1971年京都大学理学部化学科卒、1973年同大学大学院修士課程修了、1977年九州大学大学院理学研究科博士課程を修了、「Diffusion models for stochastic selection(確率論的自然淘汰に対する拡散模型)」。 同年より国立遺伝学研究所研究員、1986年同助教授。1992年、総合研究大学院大学に教授として着任、研究科長と副学長を経て 2008年より2017年まで同大学長。

## 研究分野
中立説の立場で遺伝学を研究、特に理論集団遺伝学者として多くの研究成果を出した。ミトコンドリアDNA配列などの遺伝情報を元にした集団遺伝学理論、そして主要組織適合抗原（MHC）遺伝子の対立遺伝子の歴史を追う系図学理論を構築した研究により遺伝子系図学理論の発展に貢献した。このほか分子時計に関する理論的研究等、一般的な分子進化機構の解明などにも携わる。また理論的な研究ばかりでなく、これらの理論を使い特にヒトの進化に関する数々の研究成果を上げられた。ヒト多型データの解析から人類のアフリカ単一起源説を支持するほかヒト及びその祖先において集団構造の推定の研究は独創的である。最近では生物と環境との相互作用の問題にも視野を広げ、偽遺伝子の研究等を行っている。

## 受賞
1986年日本遺伝学会奨励賞、2002年アメリカ芸術科学アカデミー(The American Academy of Arts and Sciences)外国人名誉会員、2003年 日本遺伝学会賞・木原賞、2006年 日本進化学会賞・木村賞 など

## 著書
- Jan Klein との共著、"Where do we come from ? The molecular evience for human descent" Springer, 2002. ISBN 978-3540425649